# Wings of War

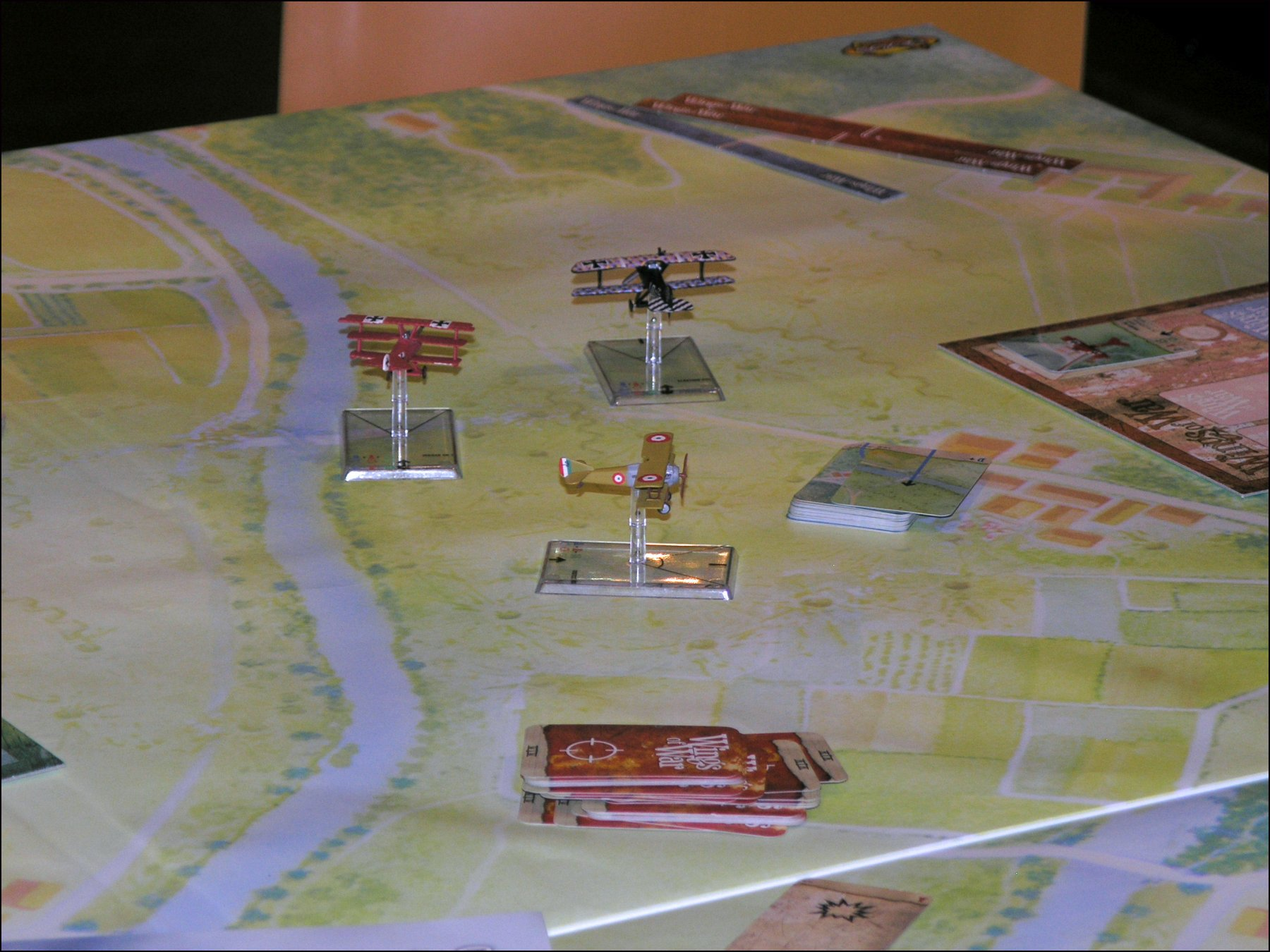
Eine laufendes Spiel Wings of War auf der Spiel 2007

Wings of War, von Andrea Angiolino und Pier Giorgio Paglia, ist ein strategisches Kartenspiel und wurde später auch als Tabletop-Spiel mit Miniaturen veröffentlicht. Das Thema des Spiels ist der Luftkampf im 1. und 2. Weltkrieg.
Die Entwicklung des Spiels begann im Februar 2002 bei Andrea Angiolino zu Hause in Capranica, Italien.
Die 1. Ausgabe von Wings of War war ein Kartenspiel und wurde von Nexus Editrice 2004 auf Italienisch veröffentlicht. Weitere offizielle Ausgaben erschienen in Deutsch, Griechisch, Französisch, Spanisch, Niederländisch, Russisch, Polnisch, Tschechisch, Portugiesisch, Schwedisch, Finnisch und Japanisch sowie in Übersetzungen in andere Sprachen.
2007 veröffentlichte Nexus Editrice eine Ausgabe mit Miniaturen im Maßstab 1/144. Durch die Möglichkeit einzelne Flugzeuge mit Miniaturen als Erweiterung zu kaufen, zählt diese Ausgabe zu den Tabletop-Spielen.
Im Jahr 2011 wurde der Vertrieb von Wings of War auf Englisch von Fantasy Flight Games eingestellt. Kurz darauf gab Nexus bekannt, dass das Unternehmen geschlossen wird. Noch im gleichen Jahr wurde bekannt, dass Ares Games das Spiel unter Wings of Glory fortsetzten wird und 2012 erschien ein WW1 Rules and Accessories Pack.

## Regelwerke und Erweiterungen
Die folgenden Spiele sind für Wings of War als Kartenspiel erschienen:
- 2004 Wings of War – Famous Aces[1]
- 2005 Wings of War – Watch Your Back![8]
- 2005 Wings of War – Burning Drachens[9]
- 2007 Wings of War – The Dawn of World War II[10]
- 2009 Wings of War – Fire from the Sky[11]

Für 2010 angekündigt aber nicht mehr veröffentlicht: Wings of War – Rain of Destruction
Die folgenden Spiele für Wings of War sind mit Miniaturen erschienen:
- 2007 Wings of War – Miniatures – Deluxe Set[3]
- 2009 Wings of War – WWII Miniatures – Deluxe set[13]

Die folgenden Spiele sind für Wings of Glory erschienen:
- 2012 Wings of Glory – WW1 Rules and Accessories Pack[7]
- 2012 Wings of Glory – WW2 Starter Set[14]
- 2013 Wings of Glory – WW2 Rules and Accessories Pack
- 2017 Wings of Glory – WW2 Battle of Britain Starter Set[15]
- 2018 Wings of Glory – Tripods & Triplanes[16]
- 2022 Wings of Glory: Pocket Travel Edition[17]

Erweiterung für "Wings of War: Famous Aces", "Wings of War: Watch Your Back!" oder "Wings of War: Burning Drachens"
- 2010 Wings of War – Balloon Busters – Expansion Set[18]
- 2010 Wings of War – Flight of the Giants[19]

Erweiterung für Tripods & Airplanes
- 2018 Wings of Glory – Tripods & Triplanes - Invasion[20]

Zusätzlich zu den Regelerweiterungen sind einzelne Miniaturen und Spielzubehör erhältlich.

## Auszeichnungen und Nominierungen

### Auszeichnungen
2010 wurde das Tabletop-Spiel Wings of War – Miniatures – Deluxe Set mit dem Origin Award für Best Historical Miniature Rules (auf dt.: Beste Regel für historisches Miniaturenspiel) ausgezeichnet. Die Miniatur Wings of War: Albatross D. III wurde mit der Origin Award für Best Historical Miniature (auf dt.: Beste historische Miniatur) ausgezeichnet.

### Nominierungen
Das Kartenspiel Wings of War - Famous Aces erhielt die folgenden Nominierungen:
- 2005 Nominiert für den Nederlandse Spellenprijs (dt. Niederländischer Spielepreis)[22]
- 2005 Nominiert für Japan Boardgame Prize Best Foreign Game for Beginners (auf dt.: bestes Fremdsprachiges Spiel für Beginner)[23]

### Rezensionen
2024 hatten die Spiele auf BoardGameGeek eine Bewertung zwischen 6,9 und 7,6.

## Spielablauf
Jedes Flugzeug ist auf einer Karte abgebildet und verfügt über einen Satz spezieller Manöverkarten, die mit großen Pfeilen versehen sind. Der Spieler, der das Flugzeug steuert, plant seinen Zug, indem er nacheinander drei der Manöverkarten auswählt und sie verdeckt auf die Spielmatte legt. Alle Spieler decken dann gleichzeitig ihre erste Manöverkarte auf, legen sie vor die Flugzeugkarte und verschieben diese so, dass die kleine Pfeilspitze auf der Rückseite der Flugzeugkarte mit derjenigen auf der Vorderseite der Manöverkarte übereinstimmt. Auf diese Weise können die Flugzeuge dann auf dem Tisch oder dem Boden „fliegen“.
Mit einem Lineal wird überprüft, ob ein Flugzeug feindliche Flugzeuge (Karten) in seinem Schussfeld hat. Ist dies der Fall, wählt der Spieler ein Ziel aus, das eine Schadenskarte mit einer zufälligen Punktzahl erleiden muss (optionale Regeln decken auch spezielle Schäden ab). Feuer auf kurze Distanz (bis zu einer halben Linealentfernung) bedeutet zwei Schadenskarten anstelle von einer.
Die verschiedenen Flugzeuge, die zur Verfügung stehen, bestimmen die Feuerkraft, die verfügbaren Manöverkarten und die Anzahl der Schadenspunkte, die man erleiden kann, bevor man eliminiert wird, und basieren auf der historischen Leistung dieses Flugzeugs.